# Котовськ (Тамбовська область)
Котовськ (рос. Котовск) — місто (з 1940 року) в Тамбовській області Росії. Оточений територією Тамбовського району, в який не входить, так як є самостійною адміністративно-територіальною одиницею містом обласного значення, що утворює однойменне муніципальне утворення Міський округ місто Котовськ.
Засноване — як робітниче селище — у 1914 році.

## Географія
Розташований на правому високому березі річки Цни, в 15 км від Тамбова, його промисловий супутник.

## Історія
У 1914 році почалося зведення робочого селища пороховий Завод і виробничих корпусів казенного підприємства оборонного призначення по зволінню Миколи II. Вже в наступному році в спішному порядку був побудований і зданий в експлуатацію найбільший на Тамбовщині завод. До революції 1917 року тривало активне будівництво заводу. Була прокладена вузькоколійна залізниця. Зведена єдина тоді на Тамбовщині ТЕЦ.
У 1918 році селище стало центром сільського району і отримало найменування ударний, а в 1919 році — назву Червоний бойовик. Населення селища за переписом 1939 року становило 16 986 осіб.
Постановою Президії ВЦВК 9 лютого 1938 року селище заводу виділяється в самостійний промисловий район Тамбова з утворенням райради. А 16 квітня 1940 Указом Президії Верховної Ради РРФСР селище перетворено в місто Котовськ, названий на честь героя громадянської війни — комбрига Григорія Котовського.
У період Другої свiтової війни місто спочатку було прифронтовим, а потім тиловим. На пороховому заводі (завод № 204) випускалася Порохова продукція.
Всього в боях проти німців брало участь 2698 котовчан, 2291 з них нагороджені орденами і медалями.